# 小行星采矿
小行星采矿是从小行星和其他微型行星，包括近地天体中开采原材料的行为。这些材料可用作太空建造或运回地球。
很多小行星上含有丰富的水和碳、硫、氮、磷等元素，能够为深空探测设施提供资源、燃料和水。除此之外，我们还可在小行星上开采到大量的稀缺资源，包括铂族金属（铱、锇、钯、铂金、铑、钌）以及一些稀有非金属如砷、硒、锗。据估算，一颗直径约80m的普通小行星可能含有价值1000亿美元的金属矿产。开发小行星资源不但能有效解决矿产资源、能源储备问题，而且环保清洁，不污染环境。由于小行星上不存在生命，自然也不会造成生态系统的破坏。随着人类的过度开发与利用，今天很多重要元素的储量已经大幅减少，它们的开采也正在或即将变得困难和昂贵，并且仍旧远远不能满足人类的开发速度。鉴于此，人类依赖地壳获取矿产资源的阶段无法持久。 在全球金属消费量日渐攀升、地球能源紧缺的今天，开发利用小行星资源是人类发展道路上的必经之路。可以预见，小行星采矿将成为21世纪人类获取资源的重要手段。:47f 